# Клюшин Дмитро Анатолійович
Дмитро Анатолійович Клюшин (нар. 19 вересня 1963, Київ) — український математик, професор кафедри обчислювальної математики Київського національного університету імені Тараса Шевченка (2011).
Лауреат Державної премії України в галузі освіти (2018).

## Біографія
У 1985 році закінчив факультет кібернетики Київського державного університету ім. Тараса Шевченка. Кандидат фізико-математичних наук (1994), старший науковий співробітник (1999), доктор фізико-математичних наук (2008). Тема докторської дисертації — «Непараметричні методи розпізнавання з гарантованим рівнем значущості».
З 1985 року працює на кафедрі обчислювальної математики факультету кібернетики. З 1999 року — доцент, з 2011 — професор кафедри обчислювальної математики.
Основні напрямки наукових досліджень:
- чисельні методи моделювання фізичних процесів, зокрема підземного масопереносу
- оптимальне керування лінійними та нелінійними розподіленими системами, зокрема переносом ліків у раковій пухлині
- статистичні методи розпізнавання образів та їх застосування в медико-біологічних дослідженнях (діагностика онкологічних захворювань на підставі цитометричних даних).

## Основні наукові досягнення
Розроблені, теоретично обґрунтовані і застосовані на практиці нові непараметричні методи розпізнавання з гарантованим рівнем значущості, які у сукупності розв'язують важливу наукову проблему комп'ютерної ранньої діагностики онкологічних захворювань та статистичного аналізу популяцій радіо- та хіміорезистентних ракових клітин.
- Запропоновано структурну модель випадкового експерименту на основі інтерпретації поля випадкових подій як напівупорядкованої множини з природним відношенням упорядкованості між випадковими подіями.
- Розроблено непараметричні критерії еквівалентності генеральних сукупностей на основі мір близькості між гіпотетичними і емпіричними вибірками із неперервної або дискретної генеральної сукупності, що складаються із симетрично залежних вибіркових величин. Доведено їх перевагу над статистиками Колмогорова-Смірнова і Вілкоксона.
- Розроблено нові статистичні критерії для порівняння двох ймовірностей в класичній і узагальненій схемах Бернуллі.
- Розроблено нові методи стратифікаційного аналізу генеральних сукупностей.
- Уведено і досліджено нові поняття узагальненого розв'язку, майже розв'язку, псевдорозв'язку та істотно узагальненого розв'язку нелінійного операторного рівняння в метричному просторі.
- Здійснено практичне застосування математичних методів, запропонованих в дисертації, в медико-біологічних дослідженнях, зокрема, розроблено математичні основи процесу розпізнавання і діагностики раку молочної залози на підставі даних сканограм ДНК інтерфазних ядер клітин слизової оболонки порожнини рота; проведено ретроспективний регресійний аналіз ступеня прогностичної значущості клінічних, цитогенетичних і морфологічних показників у хворих на злоякісну меланому; за допомогою сплайнової регресії проаналізовано залежність імовірності виникнення злоякісних новотворів від поглиненої дози опромінення, отриманої учасниками ліквідації наслідків аварії на ЧАЕС; за допомогою розроблених методів стратифікаційного аналізу виявлено субпопуляції радіорезистентних клітин в генераціях клітин карциноми Герена в пацюків, а також субпопуляції хіміорезистентних клітин в популяціях пухлинних клітин плоскоклітинного раку ротової порожнини людини і карциноми Герена в пацюків, що піддавалися впливу цисплатина.

## Публікації

### Книги
- Ляшко С. И., Клюшин Д. А., Тригуб А. С. Моделирование и оптимизация подземного массопереноса. — К: Наукова думка, 1998. — 238 с.
- Клюшин Д. А. Полный курс C++. Профессиональная работа [Архівовано 18 червня 2012 у Wayback Machine.]. — К: Диалектика, 2004. — 672 с.
- Andrushkiw R.I., Boroday N.V., Klyushin D.A., Petunin Yu.I. Computer-aided cytogenetic method of cancer diagnosis[недоступне посилання з липня 2019]. — New York: Nova Publishers, 2007.
- Клюшин Д. А., Петунин Ю. И. Доказательная медицина. Применение статистических методов [Архівовано 4 лютого 2012 у Wayback Machine.]. — К: Вильямс, 2008.
- Демина Э. А., Пилинская М. А., Петунин Ю. И., Клюшин Д. А. Радиационная цитогенетика. — К: Здоров'я, 2009.
- Klyushin D.A., Lyashko S.I., Nomirovskii D.A., Petunin Y.I., Semenov V.V. Generalized Solutions of Operator Equations and Extreme Elements [Архівовано 28 січня 2014 у Wayback Machine.]. — New York: Springer, 2012.

### Статті
- Petunin Yu. I., Kljushin D. A., Andrushkiw R. I.,Nonlinear algorithms of mattern recognition for computer-aided diagno-sis of breast cancer // Nonlinear analysis (Oxford, Elsevier). — 1997, vol. 30, pp. 5431-5336.
- Bairamov I. G., Klyushin D. A., Petunin Yu. I., Construction of confidence limits for dependent sample values // Istatistik. — 1998. — Vol.1. — PP. 67-74.
- Klyushin D. A., Petunin Yu. I., Bairamov I. G., Test of heterogeneity of general population // Istatistik. — Vol.1. — N 3. — P.19-29.
- Petunin Yu. I., Kljushin D. A., Ganina K. P., Boroday N.V., Andrushkiw R. I., Computer-aided diagnosis of breast cancer based on analysis of malignancy associated changes in buccal epithelium // In: Applied Statistical Science IV (USA). −1999. — Nova Science Publishers Inc., M.Assanullah (ed.). — P.181-204.
- Petunin Yu. I., Klyushin D. A., Ganina K. P., Boroday N.V., Andrushkiw R. I., Computer-aided diagnosis of breast cancer. Part 1. Mathematical aspects // Istatistik. — 1999, vol.2, No 2. — P. 71-86.
- Petunin Yu. I., Klyushin D. A., Ganina K. P., Boroday N. V., Andrushkiw R. I., Computer-aided diagnosis of breast cancer. Part 2. Tests and experiments // Istatistik. — 1999, vol. 2, No 2. — P. 87-105.
- Petunin Yu. I., Klyushin D. A., Andrushkiw R.I., Ganina K.P., Boroday N. V., Computer-aided differential diagnosys of breast cancer and fibroadenomatisys based on malignancy associated changes in buccal epithelium // Automedica. — 2001. — V.19, N 3-4. — P.135-164.
- Boroday N., Klyushin D., Petunin Yu., Andrushkiw R., Analysis of Malignancy-Associated DNA Changes in Interphase Nuclei of Buccal Epithelium in Persons With Breast Diseases. — Experimental Oncology. — Vol. 26, № 2, 2004 (June).
- Клюшин Д. А., Кущан А. А., Ляшко С. И. Номировский Д. А., Петунин Ю. И. Узагальнений розв‘язок деяких операторних рівнянь у банахових просторах // Вісник Київського університету. Сер. кібернетика. — 2002. — № 3. — С. 47-49.
- Klyushin D.A., Petunin Yu.I., Andrushkiw R.I., Boroday N.V., Ganina K.P. Analysis of malignancy associated changes in the nuclei of buccal epithelium in the pathology of the thyroid and mammary gland // Annals of the New York Academy of Sciences. — 2002. — v. 980. — P. 1-12.
- Lyashko S.I., Klyushin D.A., Semenov V.V., Schevchenko K.V. Identification of Point Contamination Source in Ground Water // International Journal of Ecology & Development. — Vol. 5. — No F06, Fall 2006. — P. 36-43.
- Клюшин Д. А., Петунин Ю. И. Непараметрический критерий эквивалентности генеральных совокупностей, основанный на мере близости между выборками // Український математичний журнал. — 2003. — т.55, № 2. — С. 147—163.
- Петунін Ю. І., Клюшин Д. А. Структурний підхід до розв‘язання шостої проблеми Гільберта // Теорія ймовірностей і математична статистика — 2004. — Вип. 71. — С. 145—159.
- Клюшин Д. А., Петунін Ю. І. Точні довірчі межі для невідомої ймовірності в класичній та узагальненій моделях Бернуллі // Вісник Київського університету. Сер. фіз-мат науки. — 2005. — № 2. — С. 241—247.
- Петунин Ю. И., Клюшин Д. А., Кулик Г. И., Юрченко О. В., Тодор И. Н., Чехун В. Ф. Стратификационный анализ морфологических показателей популяций раковых клеток с фенотипом лекарственной резистентности // Кибернетика и системный анализ. — 2005, № 6. — с. 158—167.
- Клюшин Д. А. Міра близькості між вибірками, що містять атоми // Вісник Київського університету. Сер. фіз-мат науки. — 2005. — № 3. — С. 292—297.
- Клюшин Д. А., Петунін Ю. І. Статистичний критерій для порівняння двох ймовірностей // Вісник Київського університету. Сер. кібернетика. — 2005. — № 6, С. 35-40.
- Клюшин Д. А. Міра близькості між вибірками із дискретних генеральних сукупностей // Вісник Київського університету. Сер. фіз-мат науки. — 2006. — № 4. — С. 177—185.
- Клюшин Д. А., Петунін Ю. І., Савкіна М. Ю. Аналог теореми Глівенка-Кантеллі для обернених функцій розподілу // Вісник Київського університету. Сер. кібернетика. — 2006. — № 7. — С. 31-34.
- Петунин Ю. И., Демина Э. А., Клюшин Д. А., Савкина М. Ю. Оценка влияния величины дозы облучения на вероятность развития злокачественных новообразований на основе сплайновой регрессии // Кибернетика и системный анализ. — 2006. — № 3. — С. 168—176.
- Клюшин Д. А., Ляшко Н. И., Онопчук Ю. Н. Математическое моделирование и оптимизация внутриопухолевого распределения лекарств // Кибернетика и системный анализ. — 2007. — № 6. — С. 147—154.
- Ляшко С. И., Клюшин Д. А., Семенов В. В., Шевченко К. В. Лагранжово-ейлеровий підхід до розв'язання оберненої задачі конвективної дифузії // Доповіді НАН України. — 2007. — № 10. — С. 38-43.
- Ляшко С. І., Ляшко Н. І., Клюшин Д. А. Математичне моделювання конвективного переносу цитостатиків усередині ракової пухлини // Доповіді НАН України. — 2008. — № 2. — С. 30-35.

### Переклади
Дмитро Анатолійович Клюшин тривалий час співпрацює з російським видавництвом «Вільямс» як перекладач російською мовою англомовних книг з програмування, інформатики та фінансів. Серед опублікованих перекладів:
- Себеста Р., Основные концепции языков программирования. — М.: Вильямс, 2001. — 672 с.
- Мейн М., Савитч У., Структуры данных и другие объекты в С++. — М.: Вильямс, 2002. — 832 с.
- Хорстманн К., Корнелл Г., Java 2. Том I. Основы. — М.: Вильямс, 2003. — 848 с.
- Каррано Ф., Причард Дж., Абстракция данных и решение задач на С++. Стены и зеркала. — М.: Вильямс, 2003. — 848 с.
- Мао В., Современная криптография. Теория и практика. — М.: Вильямс, 2005. — 768 с.
- Бернс Э., Буш Р., Основы маркетинговых исследований с использованием Microsoft Excel. — М.: Вильямс, 2006. — 704 с.
- Шилдт Г., Полный справочник по C++. — М.: Вильямс, 2007. — 800 с.
- Халл Д. К., Опционы, фьючерсы и другие производные финансовые инструменты. — М.: Вильямс, 2007. — 1056 с.
- Александреску А., Современное проектирование на C++. — М.: Вильямс, 2008. — 336 с.
- Фабоцци Ф., Справочник по ценным бумагам с фиксированной процентной ставкой. Том 1. Основы. — М.: Вильямс, 2008. — 928 с.
- Страуструп Б., Программирование: принципы и практика использования C++. — М.: Вильямс, 2010. — 1248 с.
- Буч Г. и др., Объектно-ориентированный анализ и проектирование с примерами приложений. — М.: Вильямс, 2010. — 720 с.
- Маннинг К. Д., Рагхаван П., Шютце Х., Введение в информационный поиск. Пер. с англ. — М.: Вильямс, 2011. — 528 с.